# Леонтьев, Анатолий Михайлович
Леонтьев Анатолий Михайлович (15 февраля 1937, дер. Новое Шептахово, Урмарский район, Чувашская АССР — 17 июня 2007, Чебоксары, Чувашия, Российская Федерация) — советский и российский государственный деятель. В 1990—1991 — председатель Верховного Совета Чувашской АССР.

## Биография

### Происхождение
После окончания в 1960 году Чувашского сельскохозяйственного института на комсомольской работе. В 1963—1967 годах — первый секретарь Чувашского обкома ВЛКСМ. После окончания в 1969 году Высшей партийной школы при ЦК КПСС до 1974 года работал первым секретарем Козловского райкома КПСС. С августа 1974 года учился в аспирантуре Академии общественных наук при ЦК КПСС, откуда был отозван в январе 1976 года и утвержден заведующим отделом обкома КПСС. 

### Деятельность в СССР
В ноябре 1976 года был избран секретарем обкома КПСС. В декабре 1988 года избран Председателем Президиума Верховного Совета Чувашской АССР, а в апреле 1990 года — Председателем Верховного Совета Чувашской АССР (с октября 1990 года Чувашской ССР). В этой должности проработал до августа 1991 года. Должность председателя Верховного совета Чувашской АССР считалась высшей в республике.
А. М. Леонтьев фактически поддержал ГКЧП, вечером 20 августа выступил по радио и телевидению с обращением к гражданам республики: «В целях принятия самых решительных мер по предотвращению сползания общества к общенациональной катастрофе, обеспечения законности и порядка 19 августа ... введено чрезвычайное положение». А. М. Леонтьев запретил выпускать в эфир «Обращение к гражданам России» Президента РСФСР Б. Н. Ельцина и репортаж о митинге «демократических сил» в Чебоксарах.
По словам Николая Зайцева, 19 августа 1991 года А. М. Леонтьев находился в составе представительной делегация Чувашии в Москве, где должны были принять участие в подписании нового Союзного договора. Председатель Верховного Совета Чувашии Анатолий Леонтьев поехал к главе союзного парламента Лукьянову. В республике в то время правил триумвират: Главой региона считался спикер парламента Анатолий Леонтьев, идеологическое руководство осуществлял первый секретарь рескома КПСС Валентин Шурчанов, а премьер Николай Зайцев отвечал за хозяйственные дела.
После разгрома ГКЧП в Чувашии в Верховном совете Чувашской АССР Комиссию по расследованию деятельности органов власти в дни госпереворота возглавил филолог Атнер Хузангай. Главным пособником путчистов был назван председатель Верховного совета Анатолий Леонтьев. Его обвинили в беспринципности, проявленной 19-21 августа: «Поддержка тов. Леонтьевым А.М. постановления N 1 ГКЧП на встрече у Янаева Г.И. фактически является выступлением против народа Чувашской ССР, так как у населения страны сложилось мнение о поддержке переворота в Чувашии, – говорится в постановлении парламента. – Обращение, сделанное тов. Леонтьевым А.М. 20 августа 1991 года в СМИ, содержит двойственную оценку происходящих событий. Он не принял мер к обнародованию в СМИ указов Президента РСФСР и распоряжений Правительства РСФСР. Таким образом, тов. Леонтьев А.М. скомпрометировал себя как глава высшего органа власти республики и не имеет морального права занимать должность Председателя Верховного Совета Чувашской ССР». Вместо Леонтьева председателем парламента был избран Эдуард Кубарев. На той же сессии 28 августа было принято решение учредить пост президента Чувашии.

### Деятельность после 1991
В 1991—1994 годах — председатель объединения «Чувашхмель», полномочный представитель Правительства Российской Федерации по республикам Северного Кавказа. 
Был народным депутатом России. В дни расстрела Верховного совета России 2-3 октября 1993 года находился в Белом Доме. После штурма был арестован, находился камере.
После выхода на пенсию с 1995 года по 2000 год работал председателем Чувашского республиканского совета ветеранов.
24 января 1997 года А. Леонтьев, как член Международной группы парламентариев по проблеме Чечни, вместе с Г. Верблюдовым, фотокорреспондентом газеты "Хыпар", и А. Хузангаем в качестве президента ЧНК,  вылетели на Северный Кавказ в качестве наблюдателей на президентских выборах в Чеченской Республике.

## Семья
Дети — Решетова Оксана Анатольевна, Леонтьева Ирина Анатольевна.

## Награды
Награждён двумя орденами «Знак Почета» и медалями.

## Память
В 2022 году в Чебоксарах открыли мемориальную доску.